# Ouvertüre: Die Fledermaus
Ouvertüre: Die Fledermaus (Ouvertyr: Läderlappen) är en ouvertyr av Johann Strauss den yngre. Den spelades första gången den 5 april 1874 på Theater an der Wien i Wien.

## Historia
Förberedelserna för ouvertyren till Strauss tredje operett Läderlappen gjordes inte förrän huvuddelen av musiken redan var komponerad. Kritikern i tidningen Wiener Extrablatt betecknade den som "höjdpunkten i Strauss tredje operett". De energiska tre första tonerna i inledningen är hämtad från trion (Nr. 15) i akt III mellan Rosalinde, Alfred och Eisenstein, vilken börjar med orden "Ja, ich bin's". Denna lilla trenotsfras och skalpassage används och omarbetas i inledningens tolv takter. Samma tema från Nr. 15 återanvänds (citerande åtta takter direkt från Nr. 15) och återgår sedan till en mer fri användning av motivet. Allegretto-delen som följer citerar rakt av från ackompanjemanget till trion (Nr. 15) med orden "Was sollen diese Fragen hier?", medan huvuddelen av allegrettot presenterar ackompanjemanget från delar av finalen till akt III (Nr. 16), sjungen av ensemblen i D-Dur med orden "So erklärt mir doch, ich bitt'!" Sammanbindande passager används för att modulera temat till valstemats G-Dur, vilken citerar ackompanjemanget från finalen till akt II (Nr. 11c) med orden "Diese Tänzer mögen rüh'n!". En annan modulerande länkpassage leder till Andantet, som är hämtat från öppningsdelen av trion i akt I (Nr. 4) med Rosalindes ord "So muss allein ich bleiben". Detta följs av den muntra kontrasterande triodelen (Nr. 4) sjungen av Rosalinde, Adèle och Eisenstein: "O je, o je, wie rührt mich dies". Sedan följer ett kort citat ytterligare från "Ja, ich bin's" (Akt III, Nr. 15), modulerat till en A-Dur-del som förekommer i finalen till akt III. Sedan följer ånyo valsdelen från akt II (Nr. 11c) och melodin till "Ja, ich bin's" varpå den sprittande finalen avslutar ouvertyren.
Ouvertyren till Läderlappen framfördes första gången vid operettens premiär den 5 april 1874. Tidningen Neue Freie Presse rapporterade den 7 april att ouvertyren "avbröts flera gånger av applåder", medan Die Presse observerade: "Även under ouvertyren insisterade lokala patrioter i publiken på att hylla valsen som förekom i densamme". Det har inte gått att fastställa var och när som det första konsertanta framförandet av ouvertyren ägde rum. Klaverutdraget till verket publicerades först den 4 juni 1874.

## Om verket
Speltiden är ca 7 minuter och 35 sekunder plus minus några sekunder beroende på dirigentens musikaliska tolkning.

## Weblänkar
- Ouvertüre: Die Fledermaus i Naxos-utgåvan.